# 贝努维尔
贝努维尔（法語：Bénouville，法語發音：[benuvil] ⓘ）是法国卡尔瓦多斯省的一个市镇，属于卡昂区。

## 地理
贝努维尔（49°14'28"N, 0°16'47"W）面积5.28 平方千米，位于法国诺曼底大区卡爾瓦多斯省，该省份为法国西北部沿海省份，北濒大西洋英吉利海峡，东北与滨海塞纳省以海上边界相接，东临厄尔省，南至奧恩省，西与芒什省接壤。
与贝努维尔接壤的市镇（或旧市镇、城区）包括：比耶维尔-伯维尔、奥恩河畔布兰维尔、维斯特雷阿姆、朗维尔、圣欧班达尔克奈、科勒维尔-蒙哥马利。

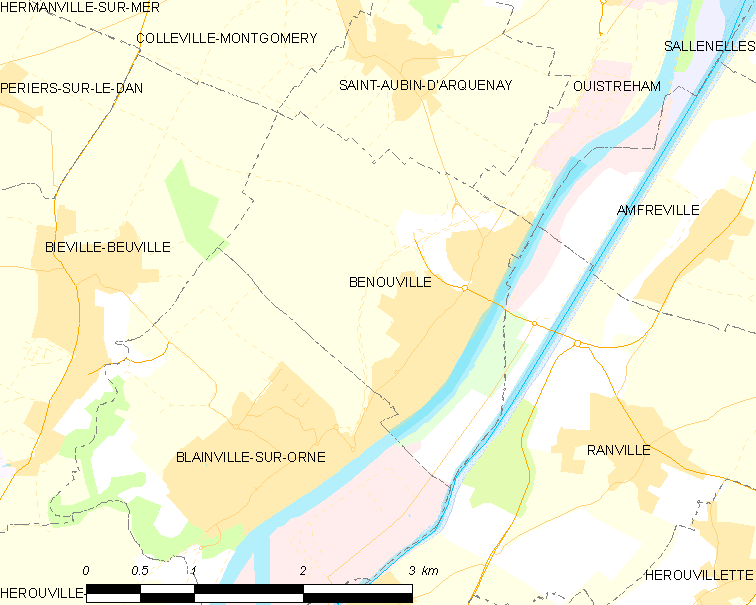
贝努维尔的OSM定位图

贝努维尔的时区为UTC+01:00、UTC+02:00（夏令时）。

## 行政
贝努维尔的邮政编码为14970，INSEE市镇编码为14060。

## 政治
贝努维尔所属的省级选区为维斯特雷阿姆县。

## 人口

1962-2008年间贝努维尔人口变化图示

贝努维尔于2022年1月1日时的人口数量为2001人。